# Tarrytown (Georgia)
Tarrytown es una ciudad ubicada en el condado de Montgomery en el estado estadounidense de Georgia. En el año 2000 tenía una población de 100 habitantes.

## Geografía
Tarrytown se encuentra ubicada en las coordenadas 32°19′9″N 82°33′34″O / 32.31917, -82.55944 (32.319181, -82.559323).
Según la Oficina del Censo, la localidad tiene un área total de 2,2 km² (0,8 mi²), de la cual 2,2 km² (0,8 mi²) es tierra y 0 km² (0 mi²) (0.00%) es agua.

## Demografía
Según la Oficina del Censo en 2000 los ingresos medios por hogar en la localidad eran de $21,667, y los ingresos medios por familia eran $31,250. Los hombres tenían unos ingresos medios de $23,750 frente a los $13,750 para las mujeres. La renta per cápita para la localidad era de $8,637. 